# Treasure of the Sea
Treasure of the Sea er en amerikansk stumfilm fra 1918 af Frank Reicher.

## Medvirkende
- Edith Storey - Margaret Elkins
- Lew Cody - Jim Hardwick
- Lewis Willoughby - Henry Ames
- Josef Swickard - Thomas Elkins
- William De Vaull - Harris